# Baseballstatistik
Statistiken sind ein wichtiger Bestandteil des Baseballsports. Weil sich das Spiel sehr gut in diskrete Aktionen zerlegen lässt und trotz seines Charakters als Mannschaftssportart sich auch individuelle Leistungen der Spieler sehr gut messen lassen, gibt es eine große Anzahl von Statistiken. In den USA werden Statistiken bereits seit Beginn des professionellen Spielbetriebs im späten 19. Jahrhundert erstellt. Statistiken von legendären Spielern der Vergangenheit werden oft für Vergleiche mit den Spielern der Gegenwart herangezogen und die Erstellung und Publizierung von immer komplexeren Statistiken hat sich inzwischen zu einem Millionen Dollar schweren Geschäft entwickelt. Auch in Deutschland werden für die meisten Baseball- und Softball-Ligen Statistiken erstellt, allerdings auf ehrenamtlicher Basis und mit deutlich geringerem Aufwand. Die Statistiken basieren immer auf dem offiziellen Spielbericht (Scoresheet), das vom offiziellen Scorer ausgefüllt wird.

## Statistikarten
Man unterscheidet die folgenden Arten von Baseballstatistiken:
- Zählstatistiken (counting statistics) oder Durchschnittsstatistiken (rate statistics)
- Offensiv-, Defensiv-, Baserunning- oder Pitchingstatistiken
- Spieler-, Mannschafts- oder Ligastatistiken
- Komplette oder Situationsstatistiken (z. B. Heim/Auswärts, gegen bestimmte Mannschaften)
- Statistiken der regulären Saison oder der Playoffs

## Zählstatistiken
Zählstatistiken messen die Häufigkeit eines Ereignisses.
Die bekanntesten Zählstatistiken für die Offensive sind:
- 1B – Single
- 2B – Double
- 3B – Triple
- AB – At Bats
- BB – Base on Balls (Walk)
- GIDP – Grounded into Double Play
- H – Hits
- HP/HBP – Hit by Pitch
- HR – Homerun
- IBB – Intentional Base on Balls
- K – Strikeout
- LOB – Left on Base
- PA – Plate Appearances
- R – Runs
- RBI – Run Batted In
- S/SH/SAC – Sacrifice Bunt (auch Sacrifice Hit)
- SF – Sacrifice Fly

Aus Zählstatistiken berechnet wird für die Offensive außerdem:
- TB – Total Bases (TB = (1B + 2 × 2B + 3 × 3B + 4 × HR))

Die bekanntesten Zählstatistiken für die Defensive sind:
- A – Assists
- DP – Double Plays
- E – Errors
- G – Games
- INN – Innings Played
- PB – Passed Balls
- PO – Putouts
- TP – Triple Plays

Die bekanntesten Zählstatistiken für das Baserunning sind:
- CS – Caught Stealing
- SB – Stolen Base

Die bekanntesten Zählstatistiken für das Pitching sind:
- BB – Base on Balls (Walk)
- BF – Batters Faced
- BK – Balks
- BS – Blown Save
- CG – Complete Games
- ER – Earned Runs
- G – Games
- GS – Games Started
- H – Hits
- H/HLD – Hold
- HP – Hit by Pitch
- HR – Homeruns
- IP – Innings Pitched
- K – Strikeouts
- L – Loss
- R – Runs
- S – Save
- SHO – Shutouts
- W – Win
- WP – Wild Pitches

## Durchschnittsstatistiken
Durchschnittsstatistiken setzen eine erzielte Leistung immer in Beziehung zur Spielzeit. Deshalb haben sie eine höhere Aussagekraft als Zählstatistiken. Die meisten Durchschnittsstatistiken sind relative Häufigkeiten und die Werte rangieren zwischen 0 und 1. Sie werden in der folgenden Schreibweise angegeben: .000–1.000. Manche Durchschnittsstatistiken sind aber keine relativen Häufigkeiten, wenn ein Wert z. B. auf Basis eines 9-Inning-Spiels berechnet wird.
Allerdings muss durch geeignete Zulassungskriterien gewährleistet werden, dass nur Leistungen, die über einen längeren Zeitraum erbracht wurden, Eingang in die Statistik finden. Um sich in der US-Profiliga MLB für den Batting Title zu qualifizieren, muss ein Spieler mindestens 3,1-mal so viele Plate Appearances vorweisen wie Spiele gespielt wurden. Das bedeutet, dass man am Ende der Saison also mindestens 502 PA haben muss, um Batting Champion werden zu können.
Die bekanntesten Durchschnittsstatistiken für die Offensive sind:
- AVG – Batting Average (AVG = H / AB)
- OBP – On-base percentage (OBP = (H + BB + HP) / (AB + BB + HP + SF))
- OPS – On-Base Plus Slugging (OPS = OBP + SLG)
- RISP – (AVG with) Runners in Scoring Position (RISP entspricht der AVG bei AB, bei denen sich mind. ein Runner in Scoring Position, d. h. auf der Second oder Third Base, befindet.)
- SLG – Slugging Percentage (SLG = TB / AB)
- TB – Total Bases (TB = (1B + 2 × 2B + 3 × 3B + 4 × HR))

OBP gibt an, wie oft ein Schlagmann ein Base erreicht und zum Läufer wird (Werte über .350 sind hoch, über .400 Ausnahme). AVG dagegen gibt nur an, wie oft ein Spieler ein Base durch einen Basehit erreicht (Werte über .300 sind hoch, über .350 Ausnahme). Die OBP ist normalerweise mindestens genauso hoch wie der AVG, meist jedoch höher, da man Bases auch durch BB oder HBP erreichen kann. SLG gibt an, wie viele Bases der Spieler im Durchschnitt per AB erreicht (Werte über .500 sind hoch, über .600 Ausnahme).
Die bekanntesten Durchschnittsstatistiken für die Defensive sind:
- FLD – Fielding Percentage (FLD = (A + PO) / (A + PO + E))
- RF – Range Factor (RF = (A + PO) × 9 / INN)

Die bekanntesten Durchschnittsstatistiken für das Baserunning sind:
- SBP – Stolen Base Percentage (SBP = SB / (SB + CS))

Die bekanntesten Durchschnittsstatistiken für das Pitching sind:
- ERA – Earned Run Average (ERA = ER × 9 / IP)
- OBA – Opponents Batting Average (OBA = Gegnerische H / Gegnerische AB)
- WHIP – Walks plus Hits per Inning pitched (WHIP = (H + BB) / IP)